# Warrior (álbum)
Warrior é o segundo álbum de estúdio da artista musical estadunidense Kesha. Foi lançado em 30 de novembro de 2012 através da Kemosabe Records. "Die Young" foi lançada como primeiro single do disco em 25 de setembro de 2012.

## Antecedentes e desenvolvimento
Em junho de 2010, Kesha falou sobre seu segundo álbum a MTV News. Durante a entrevista, ela revelou já estar planejando um segundo trabalho e explicou que seria diferente de seu primeiro disco: "Definitivamente haverá uma diferença. Eu estou sempre mudando e evoluindo, porque escrevo todas as minhas músicas, isso será refletido no disco. Mas ainda continuará divertido, jovem e irreverente." Durante 2011, a artista embarcou em sua primeira turnê mundial, a Get Sleazy. Enquanto excursionava, ela começou a compor canções para o próximo material, porém as sessões de gravação e outros trabalhos não foram iniciados até a digressão ser concluida.
Em 2011, a cantora teve um hiato da música para embarcar em outros empreendimentos. Ela foi contratada pela Sociedade Humanitária e se tornou a primeira embaixadora global da organização, ela também fez um documentário para o canal  de televisão National Geographic, que abordava assuntos sobre "animais sendo abusados e como impedir isso, ou animais que estão em extinção e como ajudá-los." O álbum inclui uma variedade de participações musicais, o que foi explicado pela cantora: "A quantidade de artistas que eu quero trabalhar é tão vasta que é bizarro. Se alguém é um artista de verdade, você não pode confiná-lo a um determinado gênero. É a minha missão de fazer com que tudo faça sentido de alguma forma." Em fevereiro de 2012, ao ser entrevistada pela revista Glamour, a artista afirmou que enquanto estava no processo de composição, ela também estava tendo aulas de instrumentos, destacando especificamente as aulas de guitarra.

## Título e conceito
Em março de 2011, Kesha revelou em entrevista a Beatweek Magazine que já tinha escolhido o título para seu próximo disco, sendo Spandex on the Distant Horizon. No entanto, em uma publicação de maio de 2012, a revista Billboard afirmou que o projeto não tinha título. A cantora disse ao periódico V sobre o tema condutor do disco: "Eu vi quantas pessoas a minha música pode alcançar, e eu percebi que eu tenho um pouco de uma responsabilidade social para garantir que tudo que eu digo é positivo. O tema subjacente do próximo álbum é guerreiro, com a mensagem positiva de que todo mundo tem um guerreiro interior."

## Gravação
Kesha trabalhou com Lukasz Gottwald e Max Martin em várias faixas. De acordo com a MTV, a artista entrou em estúdio com Luke em janeiro de 2012. Ambos estavam programando o próximo material da cantora, mas eles já haviam iniciado as sessões antes de janeiro. Através de sua conta oficial no Twitter, Kesha revelou que estava em estúdio com Gottwald e Benny Blanco. Juntos eles elaboraram uma canção de gênero "cock-pop".

"Estou ajudando com algumas letras aqui e ali. Ela é realmente uma grande compositora e tem facilidade com as coisas. Eu trabalhei com várias pessoas que se estressam demais sobre como vão fazer a música, mas ela é muito divertida, não tenho qualquer objeção sobre se não gosto de sua música. Eu gosto dela, e ela gosta de nós, então tanto faz. Eu não estou muito preocupado com isso."

—Conye falando sobre trabalhar com Kesha

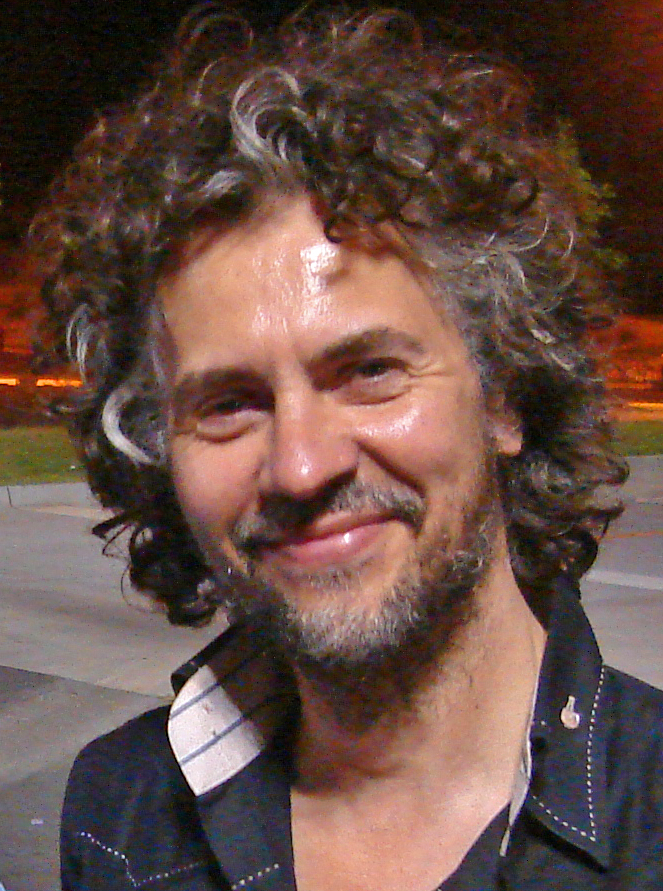
Wayne Coyne da banda The Flaming Lips auxiliou na escrita e elaboração de Warrior, após descobrir que Kesha era fã de seu trabalho.

Em janeiro de 2012, Wayne Coyne do The Flaming Lips relatou estar interessado em trabalhar com Kesha. Coyne disse que sabia que ela era uma fã de seu trabalho e sentiu que uma colaboração entre os dois seria uma "combinação perfeita". No mesmo mês foi noticiado que ambos estaria no estúdio do banda. A faixa chamada "2012" foi criada em fevereiro seguinte no estúdio de Nashville e inclusa no disco do grupo, The Flaming Lips and Heady Fwends. Em março, Wayne declarou a revista Rolling Stone que estava em fase de desenvolvimento de conversar com Kesha sobre trabalhar com ela em seu novo material. Quando perguntado se ainda pretende trabalhar com a artista, o cantor declarou: "Eu estou tentando. Acho que estamos nos reunindo bem antes da Páscoa. Já fizemos três canções que pertencem a ela." No mês de abril o vocalista relatou que ambos ainda estavam trabalhando e que criaram um número sobre "brinquedos sexuais futurísticos". Ao todo, esta colaboração rendeu entre seis e sete músicas.
Em abril de 2012, a revista Billboard publicou que o produtor escocês Calvin Harris havia contribuído em várias faixas para o disco. Em maio seguinte, Kesha continuou a trabalhar com Dr. Luke, e também com Sia Furler. O cantor de rock Iggy Pop foi revelado como um dos participantes do álbum. Em seguida foi confirmado que ele participaria em "Dirty Love", produzido por Luke. A artista também trabalhou com Henry Walter, e com o vocalista da banda Fun. Nate Ruess. O último elaborou uma canção descrita por Benny Blanco como "old hippie rock". A faixa foi a seguir anunciada como "Die Young". Kesha revelou que ela e Dr. Luke haviam criado 17 músicas ainda incompletas, incluindo "Last Goodbye", "Die Young" e "Supernatural". Ela comentou sobre a sonoridade: "Eu quero que seja uma combinação do que passa na rádio e do que eu escuto nas horas vagas", completando que estava escutando T. Rex e Iggy Pop.

## Promoção e lançamento
Warrior foi inicialmente esperado a ser lançado no fim do ano de 2011, mas foi adiado porque Kesha queria fazer um álbum que mudasse a sonoridade de música pop para uma direção mais rock. Foi também provisoriamente programado para ser liberado em maio de 2012, mas depois foi anunciado que seria oficialmente distribuído em 4 de dezembro seguinte. Ao ser entrevistada pelo jornal canadense Calgary Herald, a cantora explicou o atraso, declarando: "Eu quero ter tempo suficiente para ter certeza que é a reinvenção da música pop. Esse é o objetivo final, de reinventar a música pop. Então, eu estou pensando em tomar o tempo que eu preciso."

## Composição

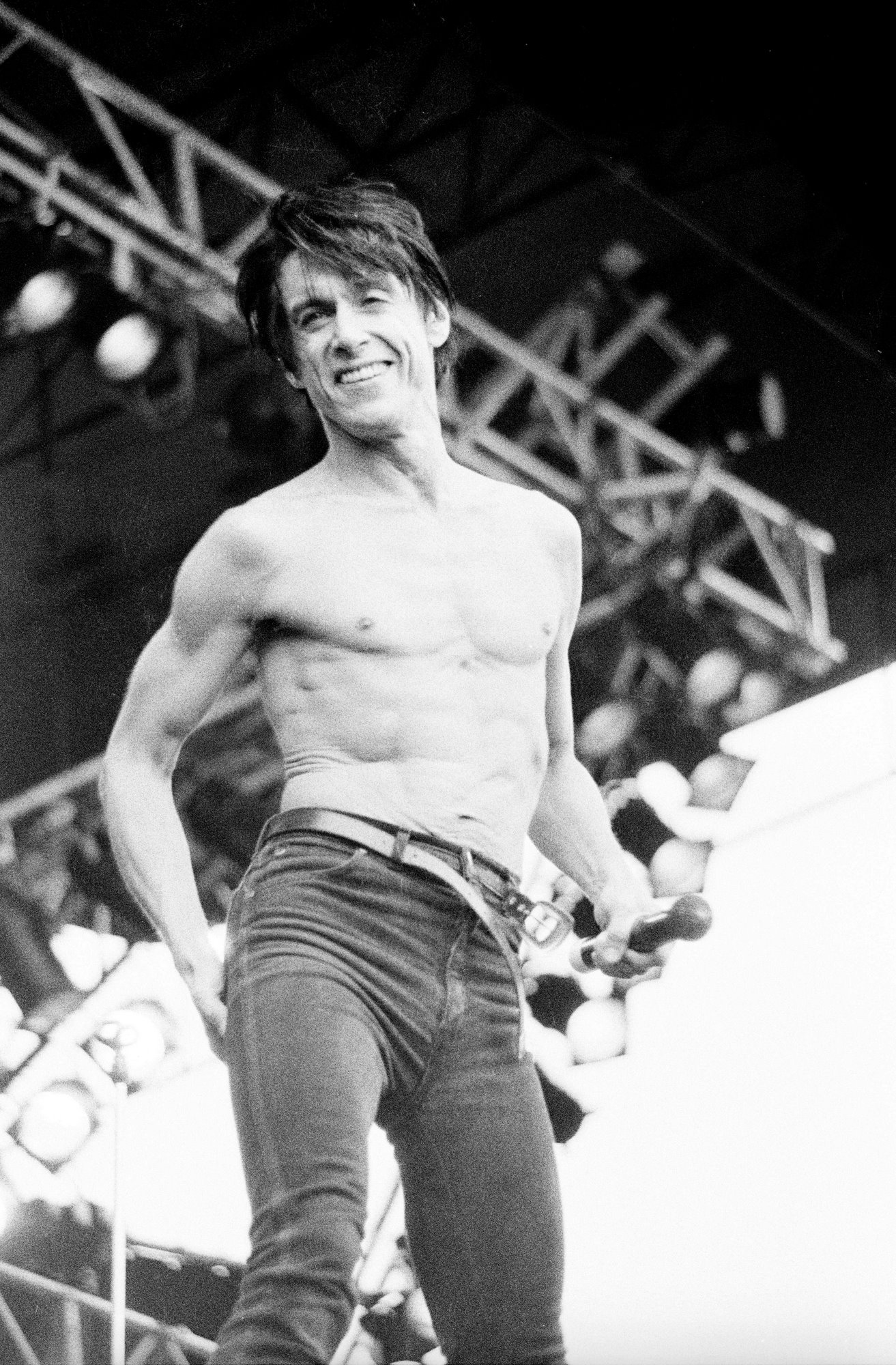
O primeiro álbum solo de Iggy Pop, The Idiot (1977) foi citado por Kesha como uma das principais influências para a construção sonora de Warrior.

### Influência e sonoridade
"Eu sinto que eu não concordo necessariamente, mas as pessoas dizem que o rock and roll está morto, e é esse meu objetivo ressuscitá-lo na forma da minha música pop. Veremos o que vai acontecer. Essa é uma meta muito ambiciosa e sublime, mas essa é a minha missão."

—Kesha sobre a inspiração para a mudança de som do álbum
Em contraste com seu álbum de estréia, Kesha afirmou que seu segundo disco também irá incorporar gêneros rock, inspirado na música dos anos 1970. As bandas Led Zeppelin e AC/DC, e o álbum The Idiot (1977) de Iggy Pop, foram citados como inspirações para o desenvolvimento de Warrior. A artista disse querer que o projeto explore diferentes sons, tais como blues: "Definitivamente quero que o próximo álbum seja experimental e eu gostaria de brincar com todos os diferentes sons da música que eu escuto. Eu realmente quero um pouco de guitarra e eu não me importaria se houvesse elementos de blues." Em seu primeiro disco Kesha estabeleceu uma condição com seus produtores limitando o uso de guitarras. A fim de abranger energia visceral no material ela optou por incluir a utilização do instrumento para tentar capturar o som dos anos 1970 e 1980. A cantora comentou sobre o som do trabalho, afirmado que será pop: "Algumas pessoas ficarão chocadas. Outras ficarão animadas ao saber que eu não faço apenas um rap bobo de garota-branca. Eu sou do Sul, eu conheço bem o soul. Mas acredite — não será um disco de jazz. Eu naturalmente escrevo canções pop. Isso é só o que faço.

### Músicas e letras
Kesha disse que as faixas foram inspiradas em suas experiências durante suas turnês. Em contraste com o seu primeiro álbum que contou com músicas descritas pela cantora como "muito ousadas, atrevidas, despreocupadas e irreverentes", ela declarou que Warrior vai fazer um desvio lírico e explorará um lado mais vulnerável em suas letras. Ela explicou: "Aprendi ao longo dos últimos três anos que ser vulnerável não significa que você é fraca. Eu quero muito ser vista como uma mulher forte, mas percebi que a vulnerabilidade também pode ser uma força. Então, no meu próximo álbum, provavelmente, você ouvirá um pouco mais disso." A artista comentou, em entrevista a Rolling Stone: "Os meus dois primeiros discos falavam mias sobre festas, o que é ótimo, parte mágica da vida, mas algumas faixas do novo álbum são mais pessoais e vulneráveis. E você poderá ouvir mais da música que eu escuto quando estou deitada na minha cama. Não estou dizendo que é um disco de rock – mas contanto que seja muito bom, você pode chamar do que quiser."

## Singles
Em 6 de setembro de 2012, Kesha anunciou no tapete vermelho dos MTV Video Music Awards de 2012, que o primeiro single do disco seria "Die Young". A faixa foi enviada para Broadcast Music, Inc. (BMI) logo após o anúncio, e foi co-escrita pelo vocalista da banda Fun., Nate Ruess. O co-produtor Benny Blanco descreveu o número como um "old hippie rock". A cantora lançou dois teasers da canção em setembro; no primeiro ela é vista com fones de ouvido assobiando a melodia da obra no metrô de Tóquio, já no segundo clipe, ela canta as linhas da música. A canção foi lançada nas rádios em 25 de setembro no programa On Air with Ryan Seacrest.

## Faixas e formatos
| Edição padrão  |                                         |                                                                                |                                |         |  |
| N.º            | Título                                  | Compositor(es)                                                                 | Produtor(es)                   | Duração |  |
| 1.             | "Warrior"                               | Kesha Sebert, Lukasz Gottwald, Max Martin, Pebe Sebert, Henry Walter           | Dr. Luke, Cirkut               | 4:00    |  |
| 2.             | "Die Young"                             | K. Sebert, Gottwald, Benjamin Levin, Nate Ruess, Walter                        | Dr. Luke, Cirkut, Benny Blanco | 3:31    |  |
| 3.             | "C'Mon"                                 | K. Sebert, Gottwald, Levin, Martin, Bonnie McKee, Walter                       | Dr. Luke, Cirkut, Benny Blanco | 3:34    |  |
| 4.             | "Thinking of You"                       | K. Sebert, Klas Åhlund, Gottwald, Levin, Ammar Malik, Dan Omelio, Walter       | Dr. Luke, Cirkut, Benny Blanco | 3:04    |  |
| 5.             | "Crazy Kids"                            | K. Sebert, William Adams, Gottwald, Levin, Walter                              | Dr. Luke, Cirkut, Benny Blanco | 3:50    |  |
| 6.             | "Wherever You Are"                      | K. Sebert, Gottwald, Martin, Walter                                            | Dr. Luke, Cirkut               | 3:58    |  |
| 7.             | "Dirty Love" (com Iggy Pop)             | K. Sebert, Iggy Pop, Gottwald, P. Sebert, Matt Squire, Walter                  | Dr. Luke, Cirkut, Matt Squire  | 2:44    |  |
| 8.             | "Wonderland"                            | K. Sebert, Gottwald, Allan Grigg, P. Sebert, Walter                            | Dr. Luke, Kool Kojak, Cirkut   | 3:42    |  |
| 9.             | "Only Wanna Dance with You"             | K. Sebert, Gottwald, Martin, Walter                                            | Dr. Luke, Max Martin, Cirkut   | 3:31    |  |
| 10.            | "Supernatural"                          | K. Sebert, Gottwald, Nik Kershaw, Martin, McKee, Walter                        | Dr. Luke, Cirkut               | 4:10    |  |
| 11.            | "All That Matters (The Beautiful Life)" | K. Sebert, Shellback, Martin, Savan Kotecha, Alexander Kronlund, Lukas Hilbert | Max Martin, Shellback          | 3:37    |  |
| 12.            | "Love into the Light"                   | K. Sebert, Greg Kurstin                                                        | Greg Kurstin                   | 4:46    |  |
| Duração total: | Duração total:                          | Duração total:                                                                 | Duração total:                 | 44:27   |  |

| Faixa bônus da edição deluxe |                 |                                                    |                                |         |  |
| N.º                          | Título          | Compositor(es)                                     | Produtor(es)                   | Duração |  |
| 13.                          | "Last Goodbye"  | K. Sebert, Gottwald, Walter, Levin, Malik, Omelio, | Dr. Luke, Cirkut, Benny Blanco | 3:50    |  |
| 14.                          | "Gold Trans Am" | K. Sebert, Gottwald, Grigg, P. Sebert, Walter      | Dr. Luke, Kool Kojak Cirkut    | 3:20    |  |
| 15.                          | "Out Alive"     | K. Sebert, Joshua Coleman, Mathieu Jomphe          | Ammo, Billboard                | 3:31    |  |
| 16.                          | "Past Lives"    | K. Sebert                                          | The Flaming Lips               | 3:35    |  |
| Duração total:               | Duração total:  | Duração total:                                     | Duração total:                 | 58:43   |  |

Notas
- "Supernatural" contém demonstrações de "Wouldn't It Be Good", escrita e interpretada por Nik Kershaw.

## Desempenho nas tabelas musicais
| Tabela musical (2012)                                                   | Melhor posição |
| ----------------------------------------------------------------------- | -------------- |
| Alemanha (Media Control Charts)                                         | 81             |
| Argentina (Cámara Argentina de Productores de Fonogramas y Videogramas) | 12             |
| Austrália (ARIA Charts)                                                 | 12             |
| Áustria (Ö3 Austria Top 40)                                             | 44             |
| Bélgica (Ultratop 50 de Flandres)                                       | 117            |
| Bélgica (Ultratop 40 da Valônia)                                        | 129            |
| Canadá (Canadian Albums Chart)                                          | 10             |
| Coreia do Sul (Gaon Albums Chart)                                       | 17             |
| Coreia do Sul (Gaon International Albums Chart)                         | 1              |
| Espanha (Productores de Música de España)                               | 50             |
| Estados Unidos (Billboard 200)                                          | 6              |
| França (Syndicat National de l'Édition Phonographique)                  | 156            |
| Irlanda (Irish Albums Chart)                                            | 64             |
| Itália (Federazione Industria Musicale Italiana)                        | 79             |
| Nova Zelândia (Recording Industry Association of New Zealand)           | 30             |
| Reino Unido (UK Albums Chart)                                           | 60             |
| Suíça (Schweizer Hitparade)                                             | 63             |

| Tabela muscal (2013)           | Posição |
| ------------------------------ | ------- |
| Estados Unidos (Billboard 200) | 92      |

## Histórico de lançamento
| País           | Data                   | Formato              | Gravadora  |
| -------------- | ---------------------- | -------------------- | ---------- |
| Austrália      | 30 de novembro de 2012 | CD, download digital | Kemosabe   |
| Nova Zelândia  | 30 de novembro de 2012 | CD, download digital | Kemosabe   |
| Reino Unido    | 3 de dezembro de 2012  | CD, download digital | Columbia   |
| Portugal       | 3 de dezembro de 2012  | CD, download digital | Kemosabe   |
| Brasil         | 4 de dezembro de 2012  | CD, download digital | Kemosabe   |
| Canadá         | 4 de dezembro de 2012  | CD, download digital | Kemosabe   |
| Estados Unidos | 4 de dezembro de 2012  | CD, download digital | Kemosabe   |
| Japão          | 31 de janeiro de 2013  | CD, download digital | Sony Music |